# マル・エヴァンズ
マル（マルコム・フレデリック）・エヴァンズ（Malcolm Frederick "Mal" Evans, 1935年5月27日 – 1976年1月5日）は、ビートルズのパーソナル・アシスタント、ロードマネージャー、そして友人だった人物。
エヴァンズは、1960年代初めにBTグループの電話技士として雇用される一方で、キャヴァーン・クラブの用心棒としても働いていた。ビートルズのマネージャー、ブライアン・エプスタインが、後にエヴァンズをビートルズのロードマネージャー兼パーソナル・アシスタントとしてニール・アスピノールとともに雇い入れた。エプスタインの部下であった ピーター・ブラウンは後にエヴァンズを評して、「外見は威圧的だが心優しい若者」と記している。エヴァンズはビートルズのレコーディングにも参加し、グループの映画にも出演した。1966年にビートルズがツアー公演を止めた後も、エヴァンズはグループの助手として働き続け、それは1970年のグループの解散まで続いた。1969年には音楽プロデューサーとしても活動し、中でもバッドフィンガーのヒット曲『嵐の恋』でのプロデュース活動が有名である。
エヴァンズは1976年1月5日、アメリカ合衆国カリフォルニア州ロサンゼルスの自宅で警官に射殺された。エヴァンズが混乱状態で銃を持っているとの彼の恋人の通報により駆け付けた警官達は、エヴァンズが持っていた空気銃を本物のライフルと誤認して射殺したのである。

## 生い立ち
エヴァンズの幼少期については生年月日以外よくわかっておらず、彼の伝記、評伝類も書かれていないが、エヴァンズ自身が回顧録『ビートルズ伝説を生きて』(Living The Beatles' Legend)を記し、その抜粋が2005年3月20日に公開されている。エヴァンズの経歴がはっきりしているのは1961年、リヴァプール出身のリリー(Lily)と、マージーサイド州ニューブライトンの遊園地で出会って結婚した時からである。同年には最初の子供、ゲーリー(Gary)が出生している。エヴァンズがリヴァプールのキャヴァーン・クラブでビートルズの昼の部の演奏を最初に聴いた頃、ビートルズはクラブにレギュラー出演している地元のバンドの一つであった。その頃、エヴァンズはリヴァプールのモスリーヒル地区のヒルサイド通り(Hillside Road)に住んでおり、ロイヤルメールの電話技士として働いていた。エヴァンズは元々エルヴィス・プレスリーの大ファンであったが、すぐにビートルズの献身的なファンにもなった。
エヴァンズは最初にジョージ・ハリスンと友人になり、ハリスンから用心棒を探していたキャヴァーン・クラブの経営者、レイ・マクフォール(Ray McFall)に彼の名が伝えられた。27歳のエヴァンズは、太縁眼鏡を掛けていたものの、身長1.97 メートルの逞しい体つきのために採用され、クラブの入り口で傍若無人に振舞うファンを追い払うのに重宝された。そのため、後にエヴァンズは「優しき大男」("Gentle Giant")や、「ビッグ・マル」("Big Mal")といったあだ名で呼ばれるようになった。1962年、エヴァンズは翌年1963年用の郵便局の技士組合の手帳に、「(1962年は)素晴らしい年」であったと記しており、その理由として妻リリーと息子のゲーリー、家、車、キャヴァーン・クラブでの仕事を得たことを挙げている。

## ビートルズ
キャヴァーン・クラブで働き始めてから3ヶ月後の1962年8月11日、エヴァンズはビートルズのマネージャー、ブライアン・エプスタインに、バンドのロードマネージャー兼パーソナル・アシスタントとしてニール・アスピノールとともに雇われた。2人の主な仕事は、ツアー公演中、移動のバンを運転することと、ステージ機材のヴォックスのアンプのセッティング、テストを行うことであった。1963年1月21日、ビートルズがエヴァンズの運転で濃霧の中ロンドンからリヴァプールに戻る道中、小石がバンのフロントガラスに当たってひびが入り、視界を得るためにエヴァンズがフロントガラスを叩き破って大きな穴を空けなければならなくなる、という出来事があった。季節は冬であったため、バンドのメンバーは凍えるほどの気温の中暖を取るために、後部座席でウィスキーの瓶を片手にお互いの上に重なって寝そべった。後年、ポール・マッカートニーはこの出来事を回想して「ビートル・サンドウィッチ」と呼んでいる。
エヴァンズの仕事は他にもあった。ビートルズのボディーガードとしての役目もあったほか、スーツや靴、飲食物等、メンバーが必要とする物なら何でも買いに走らされた。例えばジョン・レノンが「マル、靴下。」と言えば、エヴァンズは近くの店に飛んで行き、レノンのために木綿の靴下を1組買って来なければならなかった。1967年にエヴァンズは日記に、「リンゴ・スターが医師の診察を受けに行くために下着のパンツを何枚か買った。」と記している。ビートルズの記念品は今も需要が高いが、メンバー4人のサインが揃ったものは偽物である可能性が高い。エヴァンズとアスピノールは、4人が多忙でサインを書けない時には、よく代筆していたからである。
1964年1月、ビートルズが最初のヨーロッパ公演に出かけた時、エヴァンズは妻と息子が同行することを認められたが、パリでカメラマンからビートルズを守ろうとして彼らと大喧嘩になってしまった。
エヴァンズは、エプスタインのパーソナル・アシスタントのアリステア・テイラー に「なぜ、デイムラーやベントレー、ロールス・ロイスではなく、オースチンの「オースティン・プリンセス(イギリスのリムジン)」を運転するのか」と聞かれて、「ビートルズは車に(文字通り)飛び込んでファンから逃れるために、あらゆる車のドアの広さを確かめた結果、オースティンを選ばざるを得なかったのだ。」と答えている。

### アメリカ、フィリピン
ビートルズは1964年に、ニューヨークでボブ・ディランから大麻を教えられた。その時の出来事としてマッカートニーは、自分が大麻の影響で新たに悟った人生の意味を、「何度も何度も」エヴァンズに「書いておくんだ、マル、書いておくんだ！」と頼んだことを回想している。しかしエヴァンズも、他の皆と同様に大麻で酩酊していたため、鉛筆とメモ紙を探し出すのに時間がかかってしまった。翌朝エヴァンズがマッカートニーに書き取ったメモ紙を見せると、「7つの段階がある！」("There are seven levels!")と書かれていた(後にマッカートニーは、人生に7つの段階があるという意味であると説明している)。
アメリカ公演中も、エヴァンズは常にビートルズを支援し続けた。1965年夏にハリウッド・ボウルでの2公演を終えると、エプスタインは全員に休暇を取らせることとし、 ロサンゼルスのマルホランド・ドライヴにある馬蹄形の屋敷での 4日間の休暇滞在を手配した。そこで一行は大麻たばこを吸ったりして過ごした。エヴァンズとレノンは、屋外の大プールでたばこを口にくわえたまま泳ぎ、どちらが長く火を着けたままにしておけるか試したりした。
1966年7月のフィリピンでは、意図せずしてファーストレディのイメルダ・マルコス大統領夫人の招待を拒否する形になってしまった 。その件が誤って無礼な拒絶としてテレビやラジオで伝えられると、警察によるビートルズの警護が全てなくなってしまった。ビートルズとその随員一行は自力でマニラの空港に辿り着かなければならなくなった。空港では、敵愾心を持った群衆にエヴァンズが殴られたり蹴られたりしたほか、ビートルズのメンバーも押されたり小突かれ回したりした。一行が飛行機に乗り込んだ後も、エヴァンズと広報担当のトニー・バーロウは飛行機を降りるよう命令された。エヴァンズは投獄されるか処刑されると思い、「リルに愛してると伝えてくれ」と言って飛行機を降りた。エプスタインも2人の飛行機搭乗が再び許可される前に、フィリピン滞在中にビートルズが稼いだ金を全て返還するよう強制された。

### ケニアと『サージェント・ペパーズ』
ビートルズのツアー公演は、1966年8月29日に行われたサンフランシスコのキャンドルスティック・パーク公演が最後となったが、その後もエヴァンズはスタジオでビートルズの助手を続けた。同年発表されたアルバム、『リボルバー』のレコーディングの後、マッカートニーは休暇でフランスに一人で行ったが、エヴァンズとボルドーの教会前で待ち合わせすることにした。約束の時間1時きっかりにマッカートニーが到着した時には、エヴァンズは教会の時計の下で既に立って待っていた。それから2人は一緒に車でマドリード に向かったが、退屈だったためにマッカートニーがロンドンのエプスタインの事務所に電話して、ケニアでのサファリの休暇の手配を依頼した。ケニアに到着した2人はキリマンジャロの麓のアンボセリ国立公園を訪れ、客室が木の梢の上にあるツリートップス・ホテルを借り切って滞在した。ロンドンに帰る前日の最後の夜は、ナイロビのYMCAで過ごした。
マッカートニーによれば、その頃ビートルズは新しい名称を必要としていて、2人はロンドンへ帰る飛行機の中で、何か新しい名前を考え付くように言葉遊びをしていた。エヴァンズは無邪気にも、機内食のトレーの上に載っている調味料入れのてっぺんに記されている"S" と "P" の文字が何を意味するのか、マッカートニーに尋ねた。それに対しマッカートニーは、「salt and pepper」(salt (塩)の "S" と pepper(胡椒) "P")だと答え、それがアルバムの題名、『サージェント・ペパーズ・ロンリー・ハーツ・クラブ・バンド』の由来となった 。2人は1966年11月19日にロンドンに帰って来た。ポップアーティストのピーター・ブレイクによる『サージェント・ペパー』のカヴァー写真撮影の時は、エヴァンズとアスピノールがカヴァーに載せる全ての人物の写真を探し出すため、あちこちに送り出された。
アルバムのカヴァーが完成した1967年春、エヴァンズは、マッカートニーがオールド・ヴィック・シアター一座とロスアンゼルスで公演中だった当時の婚約者で女優のジェーン・アッシャーの元を訪れるのに同行した。3人はロッキー山脈に旅行し、フランク・シナトラの自家用ジェットでロスアンゼルスに帰った。エヴァンズは「僕達はデンバーを、フランク・シナトラが親切にも僕達に貸してくれたリアジェットに乗って離れた。黒い革張りの室内装飾が美しいだけでなく、僕達にとって嬉しい事に、飲み物の在庫がたっぷりあるバーが付いていた。」と記している。ロスアンゼルスに戻ると3人は、ママス&パパスのミシェル・フィリップスとジョン・フィリップス夫妻から自宅に招待された。その場にはアルバム『スマイル』を製作中であった、ザ・ビーチ・ボーイズのブライアン・ウィルソンも居合わせていた。エヴァンズは、マッカートニー、ウィルソンと一緒に、アメリカ民謡の『オールド・スモーキー山の頂』を歌ったことを記しているが、音楽に対するウィルソンの前衛的な姿勢には感心できなかった。「するとブライアンは、全体の自然さに歯止めをかけるように、水で満たされたグラスをトレーに載せて入って来て、何かのセッション用のアレンジにしようとしていた。」

### ギリシャと『マジカル・ミステリー・ツアー』
ビートルズとエヴァンズは、ギリシャ生まれの友人で、後にアップル・コアのエレクトロニクス部門の責任者となるマジック・アレックス（本名はYanni Alexis Mardas）からの勧めにより、1967年終わり頃、島を購入するため当地へ旅立った 。計画の概要では、ビートルズのメンバーは島内で、中央のドームとトンネルで連結されたそれぞれ独立した住まいに居住することになっていた。この計画にはエヴァンズとその家族も参加することになっていたが、マッカートニーが参加を拒否したため計画は頓挫した。
1967年当時、マッカートニーはハウスキーパーを雇用していなかったため、エヴァンズはセント・ジョンズ・ウッド、キャヴェンディッシュ・アヴェニューのアビー・ロード・スタジオ近くにある彼の自宅に移り住んだ。マッカートニーが最初のオールド・イングリッシュ・シープドッグ、「マーサ」(Martha)を買ったのもこの家でのことであるが、犬がベッドを汚す、とエヴァンズはしばしば不満を述べた。エヴァンズは後にサンバリー＝オン＝テムズに自分の家を購入したが、その家はビートルズの各メンバーの自宅の中間であった。映画『マジカル・ミステリー・ツアー』の撮影中の自分の仕事についてエヴァンズは、「4人から同時に6つの事を要求されるので、優先順位を決めるのには直感や経験が頼りだった。全てが順調に進んでいて、いつものようにレコーディング作業に取り掛かれると分かるまでの最初の数日間は、彼らはまったくやっかいな奴らだった。 ... それから僕は、無数のお茶や野菜サンドウィッチ、ベイクドビーンズのトースト載せを用意する合間に、時間を見つけてはコントロールルームでレコーディングを聴いていた。」と記している。
『マジカル・ミステリー・ツアー』のサウンドトラックのレコーディングが終わると、エヴァンズとマッカートニーはフランスのニースへ、「フール・オン・ザ・ヒル」のシーンの撮影に出かけたが、マッカートニーはパスポートも持たず、手ぶらで出かけてしまった。マッカートニーは「僕が誰だか知ってるだろ？」と言って税関を通過したが、ニースのホテルでは「らしく見えない」という理由で、レストランの入店を断られたため、エヴァンズの宿泊する部屋で食事するはめになった。携行してきた現金を全て衣服の購入に費やしてしまったため(エプスタインの事務所NEMSが追加で送金することになっていた)、2人はナイトクラブに2晩、信用払いで通った。エヴァンズは、「イギリスからまだ現金が届いていなかったので、僕達は自分達に対する信用を利用した。ポールがそのクラブを訪れるというニュースが前夜に広まっていため、クラブは大混雑になった。すでに一般人になっていたポールは、マネージャーがすぐに代金を支払うように要求しに来た時には、バーのツケがかなり溜まっていた。ポールが誰で、どのような事情なのか説明しても彼は、「どちらかが代金を払わないと警察を呼ぶ」と答えた。僕達は本当に刑務所に放り込まれそうだった。代金を払えない大金持ちと一緒にクラブに座っているなんて、なんとも皮肉な事だった。」と記している。

### インドとアップル
1968年2月、ビートルズはマハリシ・マヘーシュ・ヨーギーの元でのセミナーに参加するためインドへ出発した (ビートルズはマハリシと前年の8月24日に、ロンドンのヒルトンホテルで既に初対面を果たしていた)。エヴァンズはセミナー会場の下見のため数日前に現地入りしていたが、飛行機から降りるとすぐにリンゴ・スターが、ワクチン接種跡の痛みを訴え、エヴァンズに医者の診察を手配するよう依頼した。エヴァンズは「地元の病院に着くと、彼[スター]をすぐに診てもらおうとしたが、インド人の医者にそっけなく「彼の症状は特別ではない、自分の順番を待て」と言われた。だから僕達はそこを出て優先的に診てくれる開業医を探し、彼が「いいでしょう」というまで10ルピーも払った。」と記している。また、エヴァンズは1968年2月17日の日記に、「マスコミが門を本当に蹴り倒してアシュラム(ヒンドゥー教の寺院)に入って来て、アシュラムのインド人が途中で僕を呼んだのだが、インド人記者は僕に「いまいましい外国人に僕を止める事はできない、ここは僕の国だ」と言った。それで僕は落ち着いた。」とも記している。日記にはエヴァンズがインド滞在を楽しんでいた様子が覗える。「もう1週間も経ったなんて信じられない。人は瞑想を通じて心の安定、平穏を得ると、時間の流れが飛ぶように速く感じるのではないか。」また、ベイクドビーンズの缶詰で一杯にしたスーツケースを持ち込んだリンゴ・スターとは違い、エヴァンズはインドの食べ物も気に入った。インドからエヴァンズとジョージ・ハリスンはニューヨークに飛び、ボブ・ディランや、ウッドストック・フェスティバルのリハーサルをしていたザ・バンドを訪問した。
1968年にアップル・コアが設立されると、エヴァンズはロードマネージャーから、パーソナル・アシスタントに昇進したが、給与は週38ポンドのままだった。エヴァンズは日記で以下のように述べている。「1969年1月13日、ポールはアップルのスタッフに対して本当にケチだ。会社の雑用係に昇進したが[エヴァンズは短期間だがアップル・コアの経営部門で働いていた]、僕は心の内でとても傷つき、悲しんでいる—だが大の男は泣かないものだ。なぜ僕は心が傷ついてこんなことを書くのかといえば、それは自分のエゴのせいだ。... ビートルズと関係のある人達の中で、僕は自分を他の人達とは違うと思っていたし、彼らに愛されている、大切にされている、家族の一員のようなものだと思っていた。でもただの使い走りだったようだ。毎週家に持ち帰る38ポンドの給料では生活が苦しいし、僕だって豪邸を買ったり、改築したりする彼ら(ビートルズ)の他の友達みたいになりたいから、まだ昇給をお願いしたいとも思う。でも僕は自分にいつもこう言い聞かせる—見ろ、みんなは(ビートルズから)もらおうとするばかりだ、分をわきまえろ、与えよ、さらば与えられん、だ。今僕が自分の口座に持っているのは70ポンド程だが、満足しているし幸せだ。彼らを今までどおり愛せば、何もそんなに面倒なことではないのだ、僕は彼らに尽くしたいのだ。ようやく気分も少しよくなってきた—「エゴ」だと？」エヴァンズの経済上の問題は、ジョージ・ハリスンに借金を申し込むまでに深刻になった。4月24日の日記には、「ジョージにこう伝えなければならなかった—「僕は破産だ」。本当にみじめで落ち込む、なぜなら僕には、赤字なのに請求書は届き続けるし、僕が昇給しようとしないために、かわいそうなリル[妻]は苦しんでいる。昇給をお願いしたくないと言えば嘘になるが、いつものようにあいつらも非常に大変な時期なのだ。」と記している。エヴァンズは1968年にバッドフィンガーとアップルが契約する際の責任者になった。バッドフィンガーは、アップル・コアのレコード・レーベルであるアップル・レコードと契約を結んだ最初のロックバンドであった。
1969年3月12日、マッカートニーとリンダ・イーストマンがメリルボーンの結婚登録事務所に結婚を届け出た際、エヴァンズはアップル・コアの人間の中ではただ一人、結婚の証人として招かれた。エヴァンズは日記に当日の様子を次のように記している。エヴァンズは午前9時45分には事務所に到着することになっていたが、ポールの弟、マイク・マクギアの乗るバーミンガムからの列車が遅れ、迎えのためピーター・ブラウンとエヴァンズは、午前9時15分に結婚登録事務所の前を一旦通り過ぎた。その時は、雨の中立って待ち構えているカメラマンや熱烈なファンの姿は少ししかなかったが、午前11時30分に結婚登録事務所を出た時は、一行はおよそ1,000人もの群衆に取り囲まれたという。
サヴィル・ロウのアップル・コアの屋上でビートルズが演奏した時には、エヴァンズは、可能な限り演奏を止めに来た警官の足止めをするよう命じられた。

### アラン・クレイン
エヴァンズは1969年までアップル・コア幹部の地位を享受していたが、アメリカ人企業家のアラン・クレインが会社の建て直しのためマネージャーに就任した翌年、クレインから解雇された。クレインはレノンに対し、エヴァンズとアスピノールが「王か皇帝のように振舞っている」と苦情を述べたのだが、後にレノン以外のビートルズのメンバーからの抗議により復職した。1969年9月13日にエヴァンズは、レノン、オノ・ヨーコ、クラウス・フォアマン、アラン・ホワイト 、エリック・クラプトンらが参加した、カナダのトロントでのコンサート、「トロント・ロックンロール・リヴァイヴァル」に同行した。エヴァンズは後に、「本当に楽しかった。この3年で僕がロードマネージャーを務めた最初のショーだったから、万全かどうかチェックしながら、アンプにプラグをつないだり、ステージ上にセッティングしたりするその一瞬一瞬が本当に愛おしかった。先にやって来ていたアラン・クレインが、ジョンの演奏の一部始終を撮影する手配をしていたので、みんなはショーを特別に成功させたがっていた。ダン・リッチャー(Dan Richter)がビデオ撮影したが、最高だった。」と述べている。

### 音楽への貢献
エヴァンズは「イエロー・サブマリン」でのコーラスなど、レコーディングでも多くの貢献をした。エヴァンズは、「ユー・ウォント・シー・ミー」ではオルガンで単音を奏でている。マッカートニーの説明によれば、まずマッカートニーがエヴァンズにオルガンの鍵盤のどこを押すか示し、エヴァンズに弾いてほしい時にはうなずき、止めてほしい時は頭を横に振って合図を出したという。またエヴァンズは、「ビーイング・フォー・ザ・ベネフィット・オブ・ミスター・カイト」ではハーモニカを吹いている。
「ア・デイ・イン・ザ・ライフ」では、元々は休みになっていた24小節の間、エヴァンズが小節をカウントし、小節終わりに目覚まし時計を鳴らしたほか、曲の最後のコードを5台のピアノで一斉に鳴らす際のピアノ1台を担当した。「ディア・プルーデンス」ではタンバリン、「ヘルター・スケルター」ではトランペット を担当した。「ヘルター・スケルター」ではレノンと2人でトランペットのソロを吹いたが、2人ともトランペットは素人だった。「ユー・ノウ・マイ・ネーム」ではバックコーラスに加え、リズム楽器の代わりにバケツに入った砂利をかき混ぜた。また、『ザ・ビートルズ (アルバム)』の収録に漏れて未発表となった「ホワッツ・ザ・ニュー・メリー・ジェーン」にも参加しているほか、「マックスウェルズ・シルヴァー・ハンマー」では金床を、充分高くハンマーを持ち上げられず、きちんとした音を正しいタイミングで出せないリンゴ・スターの替りに叩いている。
エヴァンズの日記によれば、彼はアルバム『サージェント・ペパーズ・ロンリー・ハーツ・クラブ・バンド』では曲作りも手伝ったことになっている。1967年1月27日の日記には、「サージェント・ペパー、ポールと彼の部屋の上階で曲作りを開始、彼がピアノを弾く。」さらに「"where the rain comes in" [『フィクシング・ア・ホール』の歌詞の一部]をかなり進めた。みんな気に入ってくれるといいのだが。」と書かれている。2月1日の日記には、「サージェント・ペパーはよいサウンドだ。ポールは曲の著作権料が僕にも入ると言った—素晴らしい知らせだ、そうなら多分新しい家を買えるかも。」、続く2日には、「キャプテン〔ママ〕・ペッパーで歌を録音。6人全員で中間部のコーラスをやった、深夜まで作業した。」と書かれている。
『THE BEATLES OFF THE RECORD　ザ・ビートルズ非公式の真実』の著者、キース・バッドマン(Keith Badman)は、エヴァンズが死の直前に残した録音テープについて言及している。そのテープで、エヴァンズは日記に書かれた記述を何度も繰り返している。バッドマンによると、エヴァンズはある時、「レノン＝マッカートニー」のクレジットは「大人気商品」であるため、エヴァンズの名前は作詞作曲者としてそこには連ねて記載されないが構わないか、と聞かれたという。いかなる理由かは不明だが、エヴァンズに著作権料が入ることはなく、受け取ったのは週給の38ポンドだけであった。

### 映画出演
エヴァンズはビートルズの5本の映画の内の4本に出演している。最初の映画、『ビートルズがやって来るヤァ!ヤァ!ヤァ!』では、舞台裏でアンナ・クエイルがジョン・レノンを別人と間違える場面で、エヴァンズは コントラバスを運んで2人の間を通る道具方役でカメオ出演している。『ヘルプ!4人はアイドル』でもエヴァンズは、イギリス海峡を泳いで渡ろうとして方向を見失い、オーストリアの氷の穴やバハマの海に浮かんでくるという、いかれたスイマー役として出演している。『マジカル・ミステリー・ツアー』の撮影時には、エヴァンズとアスピノールの2人は出演俳優を探したり、60人掛けバスを借りてマッカートニーがデザインした『マジカル・ミステリー・ツアー』のロゴを描くよう命じられた。また、映画の中で、バスの乗客達に不思議な魔法をかける魔法使い役としても出演している。
映画『レット・イット・ビー』では、エヴァンズが『マックスウェルズ・シルヴァー・ハンマー』の初期のセッションで 金床を叩いているところや、アップルの屋上で演奏を止めにやって来た警官達と話している姿を、実際に見ることができる。このコンサートの始まる前に、エヴァンズはカメラやマイクをアップルの玄関内の受付に設置しておいたため、警官達が騒音について注意しに来た時—それは想定内のことであったが—その様子を撮影、録音することができた。その他、エヴァンズはビートルズと一緒にいる時には、よく彼らをフィルムで撮影していたため(音声は入っていない)、後にそのフィルムはDVD化して発表された。

## ビートルズ解散後
1968年にエヴァンズは、まだ「アイヴィーズ」(The Iveys)と名乗っていたバッドフィンガーの演奏を見て、アップルが彼らと契約することを提案した。1969 年と1970年には、エヴァンズ自身が彼らの曲を何曲かプロデュースしており、中でも有名な『嵐の恋』は1970年12月にビルボードの10位にランクインした。エヴァンズはまた二人組のバンド、 スプリンターも発掘してアップルに紹介したが、後に彼らはジョージ・ハリスンが設立したレコード・レーベル、ダークホース・レコーズに移籍した。他にエヴァンズがプロデューサーとしてクレジットされているものには、ジャッキー・ロマックスの1969年のアップル・レーベルのシングル『ニュー・デイ』(New Day)や、キース・ムーン唯一のソロアルバム『ツー・サイズ・オブ・ザ・ムーン』(1975年)に収録されている数曲がある。
エヴァンズは1973年に妻と離婚し、レノンが一時的に妻ヨーコと別れて助手のメイ・パンと暮らしていたロスアンゼルスに移住した。エヴァンズはハリスンのアルバム『オール・シングス・マスト・パス』と、レノンのアルバム『ジョンの魂』で、「お茶と共感の提供」とそれぞれクレジットされている。エヴァンズはまた、ハリスンと楽曲、『ユー・アンド・ミー』を共作し、リンゴ・スターの1973年のソロアルバム『リンゴ』で発表された。また、スプリンターの楽曲『ロンリー・マン』(Lonely Man)も共作し、アップルでハリスンが製作したミュージカル映画『リトル・マルコム』の劇中曲の中の目玉となった。
この頃エヴァンズは、ロックバンドのナチュラル・ガスのプロデュースを依頼されたほか、回顧録『ビートルズ伝説を生きて』(Living The Beatles' Legend)の執筆作業にも取り掛かっていた。回顧録の原稿は出版元のグロセット・アンド・ダンラップへ、1976年1月12日に届けられることになっていた。エヴァンズは既に新しい恋人フラン・ヒューズ(Fran Hughes)と、間借りしたロスアンゼルスのモーテルで同居していたが、クリスマス前に妻と離婚したことで意気消沈していた。

## 死
1976年1月5日、エヴァンズの落ち込みがひどいため、恋人のヒューズは回顧録の共同執筆者であるジョン・ホアーニー(John Hoernie)に自分達を訪ねてくれるよう電話した。ホアーニーが2人を訪ねると、エヴァンズは「薬ですっかりふらふらになっている」(really doped-up and groggy)ように見えたが、エヴァンズはホアーニーに対し、回顧録の執筆完了を確認するように言った。ホアーニーはエヴァンズが上階の寝室へ上がるのを手伝ったが、その時エヴァンズは支離滅裂な話をしながら空気銃を手に取った。ホアーニーはエヴァンズから空気銃を奪い取ろうとしたが、腕力で勝るエヴァンズから銃を奪うことは出来なかった。
そこでヒューズが、エヴァンズが抗不安剤のジアゼパムの影響で混乱状態のままライフルを手にしていると警察に通報した。4人の警官が到着し、その中の3人が上階の寝室に向かった。その警官達は後に、エヴァンズは3人の警官を見るなりライフルの銃口を自分達に向けてきたと報告している。空気銃を本物のライフルであると思った警官達は、エヴァンズに対して銃を下すよう繰り返し命じたが、エヴァンズは拒否し続けた。警官達の発砲した6発の銃弾の内4発が当たり、エヴァンズは即死した。エヴァンズはこれより前に、ロサンゼルス郡保安局から、郡の「名誉保安官」(Honorary  of  Sheriff)に任命されていたが、「ロサンゼルス・タイムズ」はエヴァンズを「無職のビートルズの元ロードマネージャー」と報じている。
エヴァンズの遺体は1976年1月7日、ロスアンゼルスで火葬された。エヴァンズの葬儀にビートルズの元メンバーは誰も出席しなかったが、ハリー・ニルソンや友人達が出席した。ジョージ・ハリスンは、エヴァンズの遺族が5,000ポンドを受け取れるように取り計らった。エヴァンズは生命保険に加入しておらず、年金の受給資格もなかったからである。

## その後
1986年、エヴァンズの日記等が入ったトランクがニューヨークの出版社の地下室で発見され、ロンドンにいる彼の家族に送られた。1992年、エヴァンズ家により、「ア・デイ・イン・ザ・ライフ」のレノンのオリジナル歌詞原稿がロンドンのサザビーズに出品され、56,600ポンドで売却された。『ヘイ・ジュード』のマッカートニーによる歌詞原稿が入ったノートは、1998年に111,500ポンドで売却された。そのノートには他にも、「サージェント・ペパーズ・ロンリー・ハーツ・クラブ・バンド」と「愛こそはすべて」の歌詞原稿、ビートルズの4人とエヴァンズによるメモ、絵、詩等が記されていた。 2004年にもエヴァンズが収集していたビートルズの記念品が発見されたと報じられたが、これは偽物だったことが判明している。2010年には「ア・デイ・イン・ザ・ライフ」の手書きの歌詞、注意書きが両面に記された紙がニューヨークのサザビーズに出品され、1,200ドルで、匿名のアメリカ人に落札されている。
エヴァンズが収集した歌詞原稿は、何年にも亘って法的な争いの対象にもなっている。1996年、『ウィズ・ア・リトル・ヘルプ・フロム・マイ・フレンズ』のオリジナル歌詞原稿をエヴァンズの元妻が売却しようとしていることに対して、マッカートニーは高等法院で、エヴァンズは歌詞原稿を職務として収集していたのであり、原稿の所有権はビートルズにある、と主張して売却の差し止めを訴えた。
エディンバラの芸術祭「エディンバラ・フェスティバル・フリンジ」で2012年8月5日から27日の間、エヴァンズを主人公にした一人芝居、『ビートル・マルの伝説的バンド』(Beatle Mal's Legendary Band)が上演された。劇は7月25日にリヴァプールのキャヴァーン・クラブで試演され、 エヴァンズの家族も観覧した。俳優のニック・ウッド=ジョーンズ(Nik Wood-Jones)がエヴァンズを演じ、オルガンによる音楽と共にエヴァンズがビートルズと働いていた時代を回想するという娯楽作品である。

## 註
1. 1 2 3 4 5  Miles 1997, p. 601.
2. 1 2 3 4 5 6 7 8 9  “Mal Evans' diary extracts”. London: The Times. (2005年3月20日) 2011年5月27日閲覧。 {{cite news}}: |publisher=では太字とイタリック体は使えません。 (説明)⚠
3. 1 2 3 4 5 6 7 8 9 10 11  Edmonds, Mark (2005年3月20日). “Here, there and everywhere”. London: The Times. p. 1 2011年5月27日閲覧。 {{cite news}}: |publisher=では太字とイタリック体は使えません。 (説明)⚠
4. ↑  Ingham 2003, p. 20.
5. ↑  “Mal Evans Portfolio”.   The Internet Beatles Album. 2011年5月27日閲覧。
6. ↑  Miles 1997, p. 93.
7. ↑  Ingham 2003, p. 301.
8. ↑  Miles 1997, p. 92.
9. ↑  Miles, Charlesworth (1998)
10. ↑  memb.nl - Photo of Evans backstage memb Retrieved 26 February 2007
11. ↑  The Beatles Anthology DVD 2003 (Episode 2 – 0:15:41) マッカートニー、リンゴ・スター、ハリスンがアスピノールのバンのフロントガラスが壊れたことについて語っている。
12. ↑  Miles 1997, pp. 92–93.
13. 1 2 3 4 5 6  Edmonds, Mark (2005年3月20日). “Here, there and everywhere”. The Times (London):  p. 2 2011年5月27日閲覧。
14. ↑  Heard, Chris (2007年8月20日). “Beware of Beatles 'bargains'”. BBC News 2004年5月27日閲覧。
15. ↑  Spitz 2005, p. 445.
16. 1 2  Miles 1997, pp. 188–189.
17. ↑  Brown & Gaines 2002, p. 145.
18. ↑  Spitz 2005, p. 579.
19. ↑  Spitz 2005, p. 619.
20. ↑  Spitz 2005, p. 623.
21. ↑  Spitz 2005, p. 624.
22. ↑  Spitz 2005, p. 625.
23. ↑  “Location of the Grosse Horloge, Bordeaux”.   Multimap. 2011年5月27日閲覧。
24. 1 2  Miles 1997, p. 302.
25. ↑  Miles 1997, pp. 303–304.
26. ↑  Miles 1997, p. 303.
27. ↑  Miles 1997, p. 336.
28. 1 2 3 4 5 6 7 8 9  Edmonds, Mark (2005年3月20日). “Here, there and everywhere”. The Times (London):  p. 3 2011年5月27日閲覧。
29. ↑  Campbell, Duncan (3 August 1979). New Statesman:  158–160.
30. ↑  Spitz 2005, p. 704.
31. ↑  Miles 1997, pp. 166–167.
32. 1 2 3  Edmonds, Mark (2005年3月20日). “Here, there and everywhere”. The Times (London):  p. 4 2011年5月27日閲覧。
33. 1 2  Edmonds, Mark (2005年3月20日). “Here, there and everywhere”. The Times (London):  p. 5 2011年5月27日閲覧。
34. ↑  “McCartney: Then and now”. BBC News. (2002年6月10日) 2011年5月27日閲覧。
35. ↑  Spitz 2005, p. 827.
36. ↑  Miles 1997, p. 546.
37. ↑  Dean, Johnny (1969年11月). “Live Peace in Toronto, 1969”.   Beat Publications Ltd. 2011年5月22日閲覧。
38. 1 2 3 4 5  Miles 1997, p. 438.
39. 1 2 3 4 5  Chittenden, Maurice (2005年3月20日). “McCartney wrote Sgt Pepper 'with a little help from his roadie friend'”. The Times (London) 2011年5月27日閲覧。
40. ↑  Spitz 2005, p. 793.
41. 1 2  Bosso, Joe (2009年9月10日). “Beatles engineer Geoff Emerick on Abbey Road (p5)”.   Music Radar. p. 5. 2011年5月27日閲覧。
42. ↑  http://www.imdb.com/title/tt0058182/trivia
43. ↑  “'Help!' - the Film and Album”.  BBC News. 2011年5月27日閲覧。
44. ↑  Spitz 2005, p. 723.
45. ↑  Spitz 2005, p. 816.
46. ↑  “Beatles - The Complete Mal Evans Silent Films DVD”.   cduniverse.com. 2011年5月27日閲覧。
47. ↑  “Mal Evans”.  Discogs. 2011年5月27日閲覧。
48. ↑  Brennan, Tom (2011年11月13日). “Splinter”.   Splinter Library. 2012年2月24日閲覧。
49. ↑  “Credits for "Two Sides of the Moon"”.  AllMusic. 2011年5月27日閲覧。
50. ↑  Cadogan, Patrick (2008年8月19日). “The Making of John Lennon's "Love"”.   Abbeyrd's Beatle Page. 2011年6月4日時点のオリジナルよりアーカイブ。2011年5月27日閲覧。
51. ↑  Leng 2002, p. 105.
52. ↑  Badman 2000, p. 183.
53. ↑  “Beatles' Roadie Shot by LAPD Here (photo of house)”.   Feel Numb. 2011年5月27日閲覧。
54. ↑  Huntley 2004, p. 139.
55. ↑  Miles 1997, p. 600.
56. 1 2  Los Angeles Times (5 January 1976) p. 3.
57. ↑  Miles 1997, pp. 601–602.
58. ↑  “Lennon original lyrics for sale”. BBC News. (2006年1月18日) 2011年5月27日閲覧。
59. ↑  “Beatles lyrics get back to where they once belonged”. BBC News. (1998年9月15日) 2011年5月27日閲覧。
60. ↑  “Beatles suitcase 'full of fakes'”. BBC News. (2004年8月19日) 2011年5月27日閲覧。
61. ↑  “John Lennon's A Day in the Life lyrics sell for $1.2m”. BBC News. (2010年6月18日) 2011年5月27日閲覧。
62. ↑  “Beatles songbook up for sale”. BBC News. (1998年8月7日) 2011年5月27日閲覧。